# René Michaux
René Michaux (1953 - Charleroi, 20 januari 2009) was een Belgisch rijkswachter. Hij is bekend geworden door zijn rol in de zaak-Dutroux. De eerste huiszoeking bij Marc Dutroux, die onder zijn leiding stond, leverde niets op, wat hem verweten werd door de Commissie Dutroux en de media.

## De Zaak-Dutroux
Michaux was opperwachtmeester bij de rijkswacht van de brigade van Charleroi en belast met het onderzoek naar de verdwenen meisjes in de zaak Dutroux. In december 1995 leidden tips van getuigen, en de moeder van Dutroux, hem naar de woning van Dutroux in Marcinelle. Tijdens de huiszoeking meende hij kinderstemmen te horen, maar Michaux dacht dat deze van buiten het huis kwamen. Doordat hij de verborgen schuilplaats waar Dutroux zijn slachtoffers verborg niet had kunnen lokaliseren ging de verdachte in eerste instantie vrijuit. Ook een op dat moment aanwezige slotenmaker hoorde kort deze kinderstemmen. de huiszoeking zou in eerste instantie plaatsvinden samen met de Gemeentepolitie van Charleroi, maar uit later onderzoek kwam naar voren dat Michaux deze samenwerking niet wilde. Hierdoor vond uiteindelijk de huiszoeking vijf dagen later plaats.
Toen in augustus 1996 de hele ontvoeringszaak rond Dutroux aan het licht kwam, werd Michaux' verkeerde veronderstelling hem zwaar aangerekend. De Commissie Dutroux en het grote publiek verweten hem dat hij ondanks zijn status als specialist Dutroux' kooi niet gevonden had. Ook werd er beweerd dat hij te weinig moeite in het onderzoek zou hebben gestoken. Zelf bleef Michaux altijd beweren dat Dutroux' kooi onvindbaar was. Vanwege alle negatieve aandacht rond zijn persoon werd hij overgeplaatst naar de federale gerechtelijke politie (FGP) in Brussel, waar hij commissaris werd. In de media werd hij opgevoerd als zondebok en als symbool voor de fouten die er tijdens het politieonderzoek waren gemaakt. Michaux kreeg hierdoor steeds meer met depressies te kampen.
Michaux overleed op 20 januari 2009 aan een darmontsteking.